# Bonjour (protokoll)
Bonjour, introducerat 2002 som en del av operativsystemet Mac OS X "Jaguar" och fram till 2005 kallat Rendezvous, är datorföretaget Apples version av teknologin zero-configuration networking ("zeroconf") – ett nätverksprotokoll för att automatiskt hitta och konfigurera tjänster i datornätverk. Bonjour använder sig av flersändning ("multicast") genom DNS-servrar för att hitta exempelvis skrivare eller datorer samt de tjänster som de erbjuder.
Exempel på användning av Bonjour är att hitta delad musik i Itunes, lokalisera meddelandeklienter i Ichat och Adium, eller visning av lokala dokument och bokmärken i webbläsaren Safari.